# Proplatycnemis pembipes
Proplatycnemis pembipes – gatunek ważki z rodziny pióronogowatych (Platycnemididae). Endemit lasu Ngezi na wyspie Pemba w Tanzanii.